# 哈申冰川
71°26′S 72°52′W / 71.433°S 72.867°W
哈申冰川（英語：Hushen Glacier）是南極洲的冰川，位於亞歷山大一世島西南部，與里于寧冰川匯流，由美國地質調查局根據美國海軍的空中照片繪入地圖。